# Mâcot-la-Plagne
Mâcot-la-Plagne korábbi község (település) Franciaországban, Savoie megyében. 2016. január 1-jén Bellentre, La Côte-d’Aime és Valezan községgel egyesült és La Plagne Tarentaise új község része lett.
Lakosainak száma 1702 fő (2018. január 1.). Mâcot-la-Plagne La Côte-d’Aime, Valezan, Bellentre, Champagny-en-Vanoise, Bozel és Aime községekkel határos.

## Népesség
A település népességének változása:
| Lakosok száma | 1072 | 1204 | 1112 | 1621 | 1578 | 1787 | 1801 | 3757 | 1697 | 1702 |
|               | 1962 | 1968 | 1975 | 1990 | 1999 | 2008 | 2013 | 2016 | 2017 | 2018 |